# Rhinoppia media
Rhinoppia media är en kvalsterart som först beskrevs av Mihelcic 1956.  Rhinoppia media ingår i släktet Rhinoppia och familjen Oppiidae. Inga underarter finns listade i Catalogue of Life.